# Diamanti (film 1939)
Diamanti è un film del 1939 diretto da Corrado D'Errico.

## Trama
Marta viene invitata dal cugino commerciante di pietre preziose a passare una breve vacanza ad Amsterdam. L'uomo però la coinvolge in una truffa ai danni di un principe indiano il quale si rivela molto più furbo e di buon cuore.
Non cade infatti nella trappola e si rende conto della completa innocenza della ragazza che non verrà arrestata dalla polizia.

## Produzione
Tratto dal romanzo A bocca nuda, di Salvator Gotta, prodotto da Eugenio Fontana dell'ALFA Film di Roma, girato nell'estate del 1938 a Cinecittà, il film esce nelle sale in prima proiezione il 10 marzo 1939.

## La critica
Filippo Sacchi, nelle pagine del Corriere della Sera, del 4 maggio 1939,  « Il film non manca di un certo superficiale interesse di racconto, specie nella seconda parte, distinta anche per un non ordinario lusso di abbigliamento e di decorazioni. La regia è talora efficace nei dettagli, ma malcerta nella condotta generica degli episodi e dei suoi caratteri. È vero ch'era servita da un ingenuo e maldestro copione. Buona invece l'interpretazione di Doris Duranti e Laura Nucci ».